# Tiziano Motti
Tiziano Motti (* 7. Februar 1966 in Reggio nell’Emilia) ist ein italienischer Politiker der Unione dei Democratici Cristiani e di Centro. Seit 2014 ist er auch als Musiker tätig.

## Leben
Motti legte 1985 sein Fachabitur ab. 1989 wurde er in den italienischen Journalistenverband aufgenommen. Zwischen 1990 und 2009 war er als Chefredakteur mehrerer Tages- und Wochenzeitungen in Italien tätig. Seit 2009 ist Motti Abgeordneter im Europäischen Parlament.

## Diskografie
Alben
- Siamo tutti assolti (2014)